# Nila Ibrahimi
Nila Ibrahimi (Afeganistão) é uma activista afegã pelos direitos das adolescentes afegãs, que em 2024 ganhou o Prémio Internacional da Paz para Crianças.   

## Biografia
Nila Ibrahimi nasceu no Afeganistão.
Tinha 15 anos quando teve de fugir do Afeganistão, ao gravar e publicar no YouTube um vídeo, onde aparecia a cantar e onde incentivava outras raparigas, a insurgirem-se contra a ordem emitida pela Direcção da Educação de Cabul, que determinava que as raparigas com mais de 12 anos passavam a estar proibidas de cantar em público.
Este vídeo, que surgiu na sequência da campanha a campanha IamMySong, lançada pelo Instituto Nacional de Música Afegã, como forma de protestar contra a proibição,  tornou-se viral, e levou milhares de raparigas a lutarem pelos seus direitos, o que levou o governo sob o controlo dos talibans a revogarem a ordem.
A notoriedade alcançada e o facto de pertencer à etnia Hazara, tornou-a num alvo dos taliban e a família teve de fugir do país. Com a ajuda da 30Birds Foundation, conseguiram chegar ao Paquistão e um ano depois ao Canadá.
É co-fundadora da plataforma Herstory com o objectivo de apoiar as mulheres afegãs.

## Prémios e reconhecimento
Foi distinguida com o Prémio Internacional da Paz para Crianças, atribuído pela Fundação KidsRights, a 19 de novembro de 2024. O prémio foi-lhe entregue por Tawakel Karman, laureada com o Nobel da Paz em 2011.